# Músculo extensor curto do polegar
O músculo extensor curto do polegar é um músculo da mão.